# Metodo del carbonio-14

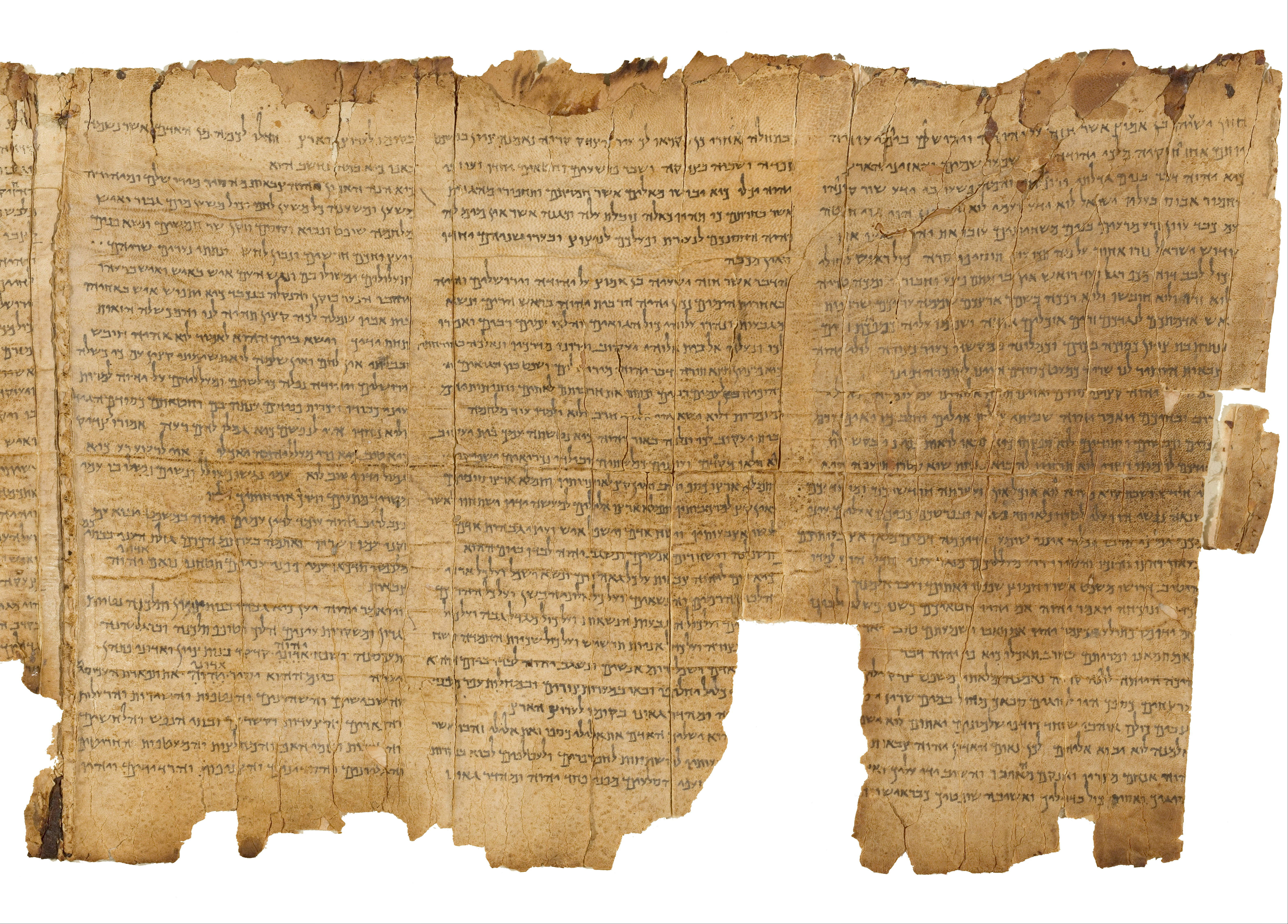
La datazione con il metodo del carbonio-14 ha permesso di verificare l'autenticità dei rotoli del Mar Morto

Il metodo del 14C, o metodo del radiocarbonio, è un metodo di datazione radiometrica di materiale organico basato sulla misura delle abbondanze relative del carbonio-14, un isotopo radioattivo del carbonio.
Lo sviluppo della datazione al radiocarbonio ha avuto un profondo impatto sull'archeologia permettendo di ottenere età abbastanza accurate per reperti trovati all'interno dei siti archeologici, altrimenti di difficile cronologia. Nella storia dell'archeologia spesso ci si riferisce al suo impatto come alla "rivoluzione del carbonio-14". La datazione al carbonio-14 ha permesso di datare transizioni chiave nella preistoria, come la fine dell'ultima era glaciale e l'inizio del neolitico e dell'età del bronzo in diverse regioni.

## Storia
Il metodo è stato sviluppato alla fine degli anni 1940 da Willard Libby presso l'Università di Chicago. Esso si basa sul fatto che il carbonio-14 (14C) viene costantemente creato nell'atmosfera terrestre attraverso l'interazione dei raggi cosmici con l'azoto presente. Il 14C risultante si combina con l'ossigeno atmosferico per formare anidride carbonica radioattiva, che viene incorporata nelle piante mediante la fotosintesi; gli animali quindi acquisiscono 14C cibandosi di esse. Quando l'animale o la pianta muore smette di scambiare carbonio con il suo ambiente e la quantità di 14C che contiene inizia a diminuire man mano che avviene il decadimento radioattivo. Quindi, la misurazione della quantità di 14C in un vegetale o in un animale non più in vita, come un pezzo di legno o un frammento di osso, può fornire informazioni che possono essere utilizzate per calcolare quando essi sono morti. Più vecchio è il campione analizzato, meno vi è carbonio-14 da rilevare. Poiché l'emivita del 14C (il periodo di tempo dopo il quale metà di esso sarà decaduto) è di circa 5730 anni, le date più antiche che possono essere misurate in modo affidabile tramite questo processo risalgono a circa 50000 anni fa (in questo intervallo circa il 99,8% del 14C sarà oramai decaduto), sebbene speciali metodi di preparazione occasionalmente rendano possibile un'analisi accurata di campioni anche più vecchi. Nel 1960 Libby ha ricevuto il Premio Nobel per la Chimica per il suo lavoro.
A partire dagli anni 1960 è iniziata la ricerca per determinare quale sia stata la proporzione di 14C nell'atmosfera negli ultimi 50000 anni. I dati risultanti, sotto forma di una curva di calibrazione, vengono oggi utilizzati per convertire i risultati di una misurazione del carbonio 14 presente in un campione in una stima della sua datazione. Altre correzioni devono essere apportate per tenere conto della proporzione di C-14 nei diversi tipi di organismi e i vari livelli presenti in tutta la biosfera. Ulteriori complicazioni da tener conto derivano dalla combustione dei combustibili fossili, come il carbone e il petrolio, e dai test nucleari superficiali effettuati tra gli anni 1950 e 1960.
La misurazione del carbonio-14 presente nei campioni veniva originariamente effettuata tramite apparecchiature in grado di contare la radiazione beta emessa dal decadimento. Più recentemente, la spettrometria di massa con acceleratore è diventata il metodo preferito; questa tecnologia è in grado di contare tutti gli atomi di 14C nel campione e non solo i pochi che decadono durante la misurazione; di conseguenza può essere utilizzata con campioni molto più piccoli (minuti, ad esempio, come singoli semi di piante) fornendo risultati molto più rapidamente.

## Principi teorici

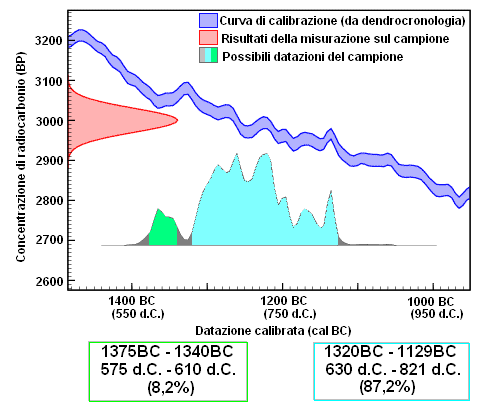
Esempio di datazione. In questo caso, il campione ha una data compresa tra il 575 d.C. (1375BC) e l'821 d.C. (1129BC) con il 95,4% di confidenza

Il carbonio è un elemento chimico fondamentale per la vita e presente in tutte le sostanze organiche. Esso è presente sulla terra in tre isotopi: due stabili (12C e 13C) e uno radioattivo (14C). Quest'ultimo si trasforma per decadimento β negativo in azoto (14N), con un tempo di dimezzamento medio (o emivita) di 5.730 anni, di conseguenza questo isotopo a lungo andare scomparirebbe, se non venisse continuamente reintegrato. La produzione di nuovo 14C avviene regolarmente in natura negli strati alti della troposfera e nella stratosfera, per la cattura di neutroni termici componenti secondari dei raggi cosmici da parte degli atomi di azoto presenti nell'atmosfera. L'equilibrio dinamico che si instaura tra produzione e decadimento radioattivo mantiene quindi costante la concentrazione di 14C nell'atmosfera, dove è presente principalmente legato all'ossigeno sotto forma di anidride carbonica.
Tutti gli organismi viventi che fanno parte del ciclo del carbonio scambiano continuamente carbonio con l'atmosfera attraverso processi di respirazione (animali) o fotosintesi (vegetali), oppure lo assimilano nutrendosi di altri esseri viventi o sostanze organiche. Di conseguenza finché un organismo è vivo il rapporto tra la sua concentrazione di 14C e quella degli altri due isotopi di carbonio si mantiene costante e uguale a quella che si riscontra nell'atmosfera.
Dopo la morte questi processi terminano e l'organismo non scambia più carbonio con l'esterno, quindi per effetto del decadimento la concentrazione di 14C diminuisce in modo regolare secondo la formula:
{\displaystyle c=c_{0}\,e^{-\Delta t/\tau }}
Dove {\displaystyle c_{0}} è la concentrazione di 14C nell'atmosfera, {\displaystyle \Delta t} il tempo trascorso dalla morte dell'organismo, {\displaystyle \tau } la vita media del 14C pari al tempo di dimezzamento diviso per il logaritmo naturale di 2: 5730/ln 2 = 8267 anni.
Misurando la quantità di 14C presente nei resti organici, se ne ricava l'età applicando la seguente formula:
{\displaystyle \Delta t=-\tau \,{\mbox{ln}}(c/c_{0})}
Accumuli naturali di carbonio di origine organica con età valutabile alla scala dei tempi geologici, quali i carboni fossili, risultano privi di 14C, essendo questo ormai completamente decaduto in azoto.

### Metodologia
La misura del 14C si può effettuare con due metodi:
- metodo del contatore proporzionale: con un contatore Geiger o altra apparecchiatura simile si misurano gli elettroni prodotti dal decadimento del 14C nel campione. Questo è stato il primo metodo a essere impiegato.
- metodo della spettrometria di massa (AMS, Accelerator Mass Spectrometry): utilizzando uno spettrometro di massa si misura direttamente la concentrazione di 14C presente nel campione. Questo metodo è di applicazione più recente, usato a partire dagli anni settanta.

Rispetto al metodo del contatore proporzionale, il metodo AMS presenta il vantaggio di poter lavorare con campioni più piccoli, anche di pochi milligrammi, e di fornire un risultato in un tempo molto più breve (si possono misurare decine di campioni al giorno, mentre il contatore proporzionale può richiedere anche alcune settimane per un solo campione). Tuttavia presenta anche lo svantaggio di essere un metodo distruttivo: esso richiede infatti che il campione venga bruciato e ridotto in forma gassosa.
Entrambi questi metodi permettono di ottenere datazioni con un margine di errore tra il 2 e il 5‰ e fino ad un tempo massimo di circa 50.000 anni: per campioni più antichi, la concentrazione di 14C è troppo bassa per poter essere misurata con sufficiente accuratezza.

## Accuratezza delle misure
L'idea da cui deriva il metodo di datazione del radiocarbonio è semplice, ma sono occorsi anni per sviluppare la tecnica e a raggiungere l'accuratezza di datazione auspicata.
A partire dagli anni cinquanta sono state condotte ricerche al fine di determinare quale fosse l'esatto rapporto tra 12C e 14C nell'atmosfera nel corso degli ultimi cinquantamila anni. I dati risultanti sono usati, sotto la forma di una curva di calibrazione, per convertire una data misura della quantità di 14C di un campione nella corrispondente età del campione. Oltre a questa conversione occorre applicare opportune correzioni per tener conto di altri fattori, quali la diversa proporzione di 14C in differenti organismi (frazionamento) e la variazione dei livelli di 14C all'interno della biosfera (effetto pool di riserva).
Ulteriori complicazioni si sono aggiunte più recentemente, prima a causa dell'utilizzo dei combustibili fossili a partire dalla rivoluzione industriale dell'Ottocento, che ha introdotto nell'ambiente notevoli quantità di carbonio antico riducendo il livello di 14C in atmosfera, poi dai test nucleari al suolo effettuati negli anni cinquanta e sessanta del ventesimo secolo, che hanno provocato un notevole incremento di produzione 14C a causa della liberazione di neutroni.
Un sistema di calibrazione per le variabili insite nel metodo, è usato confrontandolo con dendrocronologie che hanno il vantaggio di avere sequenze di precisione annuale ma che per ora risalgono solo fino a circa 10000 anni fa.

### Variazioni del rapporto tra14C e12C
Le variazioni del rapporto 14C/12C in differenti pool di riserva del ciclo del carbonio fanno sì che un calcolo dell'età di un campione effettuato direttamente dalla misura della quantità di 14C in esso contenuto dia spesso un risultato errato.
Infatti devono essere considerate varie concause che conducono a differenti livelli di 14C nei campioni. Le sorgenti di errore si possono raggruppare in quattro categorie principali:
- variazioni del rapporto 14C/12C nell'atmosfera, sia relative alla zona geografica sia nel tempo;
- frazionamento isotopico;
- variazioni del rapporto 14C/12C in diverse parti del pool di riserva considerato;
- contaminazioni.

### Variazioni in atmosfera
Fin dai primi anni di utilizzo della tecnica si comprese che l'accuratezza del risultato dipendeva dall'assunto che il rapporto tra i vari isotopi del carbonio fosse rimasto costante nei millenni precedenti. Al fine di verificare l'accuratezza del metodo vennero quindi condotte varie misure su artefatti databili anche con altri metodi; il risultato di queste misurazioni fu che le età rilevate erano in accordo con l'età reale degli oggetti.
Tuttavia già nel 1958 Hessel de Vries dimostrò, misurando campioni di legno di età conosciuta, che il rapporto tra 14C e 12C era in realtà cambiato nel tempo e che vi erano significative deviazioni dai valori attesi. Questa discrepanza, a cui venne dato il nome di "effetto de Vries", venne misurata accuratamente tramite la dendrocronologia: infatti studiando le variazioni nell'accrescimento annuale dei tronchi degli alberi fu possibile costruire una sequenza ininterrotta di misure, grazie al sovrapporsi delle serie di anelli di differenti campioni, ottenendo un'ininterrotta sequenza di anelli del legno per i precedenti 8000 anni (ad oggi le serie sono state estese fino a 13900 anni).
La datazione del legno degli anelli stessi, di cui è possibile stabilire con precisione l'età, ha fornito le necessarie conferme dei livelli di 14C nell'atmosfera: con un campione di data certa e una misurazione di N atomi di 14C rimasti nel campione, si può calcolare a ritroso N0 (numero di atomi al momento della formazione dell'anello) e da lì il rapporto 14C/12C nell'atmosfera.
Le principali ragioni di queste variazioni risiedono nella fluttuazione del ritmo di produzione di 14C, nei cambiamenti di temperatura causati dalle glaciazioni e nelle variazioni derivanti da attività antropiche.

#### Variazioni del ritmo di produzione
Si osservano due differenti trend nelle serie di anelli degli alberi: una prima oscillazione a lungo termine, con un periodo di circa 9000 anni, che causa l'"invecchiamento" delle date rilevate negli ultimi duemila anni e il "ringiovanimento" delle date rilevate precedenti. Questa oscillazione è dovuta alle fluttuazioni dell'intensità del campo magnetico terrestre che provoca una minore o maggiore deflessione dei raggi cosmici; una seconda oscillazione a breve termine composta da due cicli, uno di circa 200 anni e uno di 11 anni, causata da variazioni nelle emissioni solari, che cambiano il campo magnetico del Sole e provocano corrispondenti variazioni del flusso dei raggi cosmici.
Gli eventi geofisici che producono variazioni nella produzione di 14C sono di due tipi: inversione geomagnetica e spostamento del polo magnetico. Infatti al verificarsi di un'inversione geomagnetica il campo magnetico terrestre diminuisce di intensità e rimane debole per migliaia di anni durante la transizione, per poi riprendere forza alla fine della transizione. Invece gli effetti degli spostamenti del polo magnetico possono essere considerati una versione limitata e localizzata di quelli generati dall'inversione dei poli. In entrambi gli eventi la diminuzione della forza del campo magnetico terrestre provoca una quantità maggiore di raggi cosmici nell'alta atmosfera e quindi un aumento nella produzione di 14C. Tuttavia vi è una pressoché assoluta certezza che negli ultimi 50.000 anni nessuno di questi fenomeni geomagnetici si sia verificato.
Dato che il campo magnetico terrestre varia con la latitudine, con esso cambia anche il rateo di produzione di 14C, ma i fenomeni atmosferici miscelano i gas dell'atmosfera abbastanza rapidamente da non consentire a queste variazioni di rigenerazione di 14C di influenzare la concentrazione dell'isotopo di più dello 0,5% sulla concentrazione globale, valore che per la maggior parte degli anni è prossimo al limite di tolleranza delle misure.
Invece l'effetto risulta chiaramente visibile per le variazioni di concentrazione nell'anno 1963, causati dai test nucleari in atmosfera di quell'anno: negli anelli di accrescimento degli alberi si sono rilevate sostanziali differenze di concentrazione di 14C in dipendenza della latitudine dove gli alberi erano cresciuti.
Il carbonio 14 può essere prodotto anche a livello del terreno, principalmente dalla penetrazione di raggi cosmici fino al suolo e anche a causa della fissione dell'uranio naturalmente presente nell'ambiente. Queste fonti di neutroni producono atomi di 14C al ritmo di 10-4 atomi per grammo per secondo, quantità che non è sufficiente per avere un impatto significativo nelle misurazioni. Ad altitudini maggiori il flusso di neutroni può essere sostanzialmente maggiore; per gli alberi che crescono a elevate altitudini vi è anche maggior rischio di essere colpiti da un fulmine, evento che produce neutroni. Tuttavia in esperimenti in cui i campioni di legno sono stati sottoposti a irraggiamento con neutroni, si è mostrato che gli effetti nel carbonio contenuto sono minori rispetto a quelli nel carbonio libero in atmosfera; rimane comunque la possibilità che in campioni rimasti per lungo tempo a elevate altitudini, come ad esempio antichi tronchi di pino, si possa evidenziare qualche effetto.

#### Impatto dei cicli climatici
Dato che la solubilità della CO2 in acqua aumenta al diminuire della temperatura, nei periodi glaciali si è avuto un maggior assorbimento dell'anidride carbonica atmosferica da parte degli oceani. Inoltre il carbonio intrappolato nei ghiacciai esaurisce il suo contenuto di 14C durante la vita del ghiacciaio e, all'aumentare delle temperature, lo scioglimento del ghiaccio rilascia nell'ambiente il carbonio in esso contenuto, contribuendo a ridurre il rapporto 14C/12C globale.
Inoltre le variazioni climatiche inducono cambiamenti nella biosfera, dato che i periodo più caldi portano a una maggiore presenza di animali e piante.
L'effettiva incidenza di tutti questi fenomeni nella misurazione del radiocarbonio ai fini della datazione non è ancora ben conosciuto.

#### Effetti dell'attività antropica

^{14}C atmosferico, Nuova Zelanda e Austria.
La curva della Nuova Zelanda è rappresentativa per la situazione dell'emisfero meridionale, quella dell'Austria per quello settentrionale. I test di armi nucleari hanno pressoché raddoppiato la concentrazione di ^{14}C atmosferico nell'emisfero settentrionale. Nel grafico è indicata la data in cui il trattato PTBT ha avuto effetto.

Carbone e petrolio iniziarono ad essere bruciati in grande quantità durante il XIX secolo. Entrambi sono sufficientemente antichi da non contenere quantità apprezzabili di 14C, cosicché il risultato è stato che la CO2 rilasciata ha sostanzialmente diluito il rapporto 14C/12C. Di conseguenza la datazione di oggetti dell'inizio del ventesimo secolo produce una data apparente significativamente più antica di quella reale.
Per la stessa ragione le concentrazioni di 14C sono rimaste significativamente inferiori nei dintorni delle grandi città rispetto alla media globale. L'effetto dei combustibili fossili (conosciuto come "effetto Suess" dal nome di Hans Suess, che per primo lo riportò nel 1955) avrebbe dovuto portare alla riduzione dello 0,2% dell'attività del 14C se si fosse distribuita uniformemente nei serbatoi globali, ma a causa del lungo ritardo nella miscelazione con le acque oceaniche profonde, l'effetto misurato attualmente è una riduzione del 3%.
Un più rilevante effetto si è prodotto a causa dei test nucleari al suolo che tra il 1950 e il 1963, anno in cui gli esperimenti in atmosfera sono stati vietati dai trattati, hanno prodotto alcune tonnellate di 14C grazie all'ingente numero di neutroni rilasciati. Se l'isotopo di carbonio si fosse immediatamente diffuso in tutto il pool globale dello scambio di carbonio, si sarebbe verificato un aumento del rapporto 14C/12C di pochi punti percentuali, ma l'effetto immediato è stato il raddoppio del 14C in atmosfera, con un picco intorno al 1965; da allora la diluizione negli altri serbatoi ha ridotto gradatamente il rapporto.

### Frazionamento isotopico
La fotosintesi clorofilliana è il principale processo grazie a cui il carbonio si trasferisce dall'atmosfera agli esseri viventi. Esistono due processi fotosintetici maggioritari: il ciclo C3, usato dal 90% delle piante, e il ciclo C4, usato da piante che vivono in luoghi dove vi è scarsità d'acqua.
Entrambi i cicli fotosintetici C3 e C4 coinvolgono in prevalenza atomi di carbonio leggeri, con il 12C assorbito un po' più facilmente del 13C, a sua volta assorbito più facilmente del 14C. La differenza nell'assorbimento dei tre isotopi del carbonio porta a differenti rapporti 13C/12C e 14C/12C nelle piante rispetto ai rapporti presenti in atmosfera.
Questo fenomeno viene chiamato frazionamento isotopico.
Per tener conto di questo fenomeno nelle misurazioni, viene effettuata una misurazione del rapporto 13C/12C nel campione, rapporto che viene poi confrontato con quello standard di questi due isotopi. Si usa il rapporto 13C/12C in quanto è più facile da misurare rispetto al rapporto 14C/12C, che può poi essere facilmente derivato dal primo.
Il valore del rapporto, conosciuto come δ13C, viene così calcolato:
{\displaystyle \mathrm {\delta ^{13}C} ={\Biggl (}\mathrm {\frac {{\bigl (}{\frac {^{13}C}{^{12}C}}{\bigr )}_{sample}}{{\bigl (}{\frac {^{13}C}{^{12}C}}{\bigr )}_{PDB}}} -1{\Biggr )}\times 1000\ ^{o}\!/\!_{oo}}
Dato che il rapporto standard 13C/12C prevede un elevato contenuto di 13C, la maggior parte delle misurazioni del δ13C fornisce valori negativi: i valori per le piante che adottano il ciclo C3 vanno tipicamente dal −30‰ al −22‰, con una media del −27‰; per le piante C4 il valore è tra −15‰ e −9‰, con una media del −13‰. Per confronto, la CO2 atmosferica ha un δ13C del −8‰.

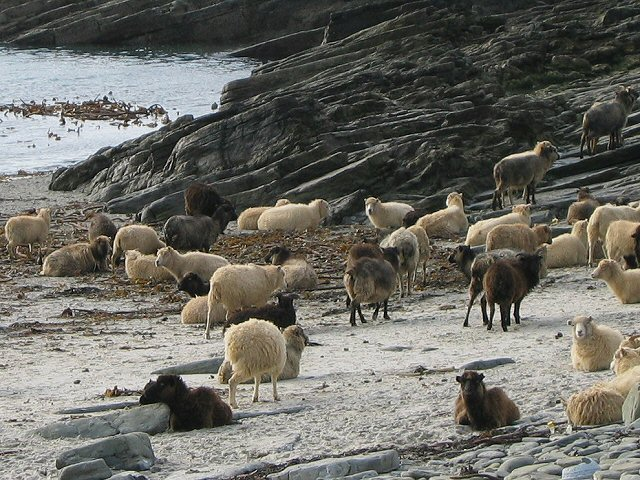
Pecore sulla spiaggia di North Ronaldsay. In inverno, queste pecore si nutrono di alghe marine, che hanno un δ^{13}C maggiore dell'erba; campioni estratti da queste pecore presentano un δ^{13}C intorno al −13‰, molto superiore a quello delle pecore nutrite con erba.

Per gli organismi marini i dettagli delle reazioni di fotosintesi sono molto meno ben conosciuti; misure del δ13C del plancton vanno dal −31‰ al −10‰, con la maggioranza situata tra il −22‰ e il −17‰.
I valori del δ13C per gli organismi marini fotosintetici dipendono anche dalla temperature: infatti quando l'acqua è più calda la solubilità della CO2 diminuisce, il che significa che è disponibile una minor quantità di anidride carbonica per le reazioni di fotosintesi: a 14 °C i valori del δ13C sono maggiori, raggiungendo il −13‰; a temperature inferiori, la CO2 diventa più solubile e quindi gli organismi marini dispongono di quantità maggiori, il frazionamento aumenta e il δ13C arriva fino al −32‰.
Il valore del δ13C per gli animali dipende dalla loro dieta: un animale che mangia cibo con elevato δ13C ha un δ13C maggiore di uno che mangia cibo con minore δ13C. Inoltre vi sono altri processi biochimici che possono avere un impatto su risultati; ad esempio i minerali e il collagene delle ossa hanno tipicamente una concentrazione di 13C maggiore rispetto a quella che si trova nel cibo e questo si riflette anche negli escrementi, che hanno una concentrazione di 13C inferiore a quella che si trova nel cibo.
Dato che l'isotopo 13C è pari a circa l'1% del carbonio di un campione, il rapporto 13C/12C è misurabile con estrema precisione mediante la spettrometria di massa. Attraverso vari esperimenti si sono rilevati i valori di δ13C di molte piante e di svariate parti di animali come le ossa e il collagene, ma risulta più preciso, durante l'analisi di un campione, rilevare direttamente il valore del δ13C piuttosto che affidarsi ai dati pubblicati.
Visto che la differente presenza di 13C rispetto al 12C è proporzionale alla differenza di massa atomica dei due isotopi, una volta trovato il valore δ13C, si può calcolare facilmente la quantità di 14C originariamente presente, che sarà pari alla metà del 13C.
L'interscambio di CO2 e carbonati tra l'atmosfera e la superficie dell'oceano è anch'esso soggetto a frazionamento, dato che il 14C si dissolve nell'acqua più facilmente del 12C. Questo fattore porta ad un incremento del rapporto 14C/12C negli oceani di circa l'1,5% rispetto al rapporto in atmosfera. L'incremento cancella quasi interamente il decremento causato dalla risalita di acqua dall'oceano profondo, acqua che contiene carbonio antico e quindi pressoché privo di 14C, e quindi le misure dirette della radiazione proveniente dal 14C sono simili a quelle del resto della biosfera. Le correzioni introdotte per tener conto del frazionamento isotopico, correzioni che consentono di confrontare le date ottenute dal metodo di datazione al radiocarbonio in differenti parti della biosfera, danno un'età apparente dell'acqua di superficie oceanica di circa 400 anni.

### Effetti dei pool di riserva
L'originale ipotesi di Libby assumeva che il rapporto tra 14C e 12C nei pool di riserva del ciclo del carbonio fosse costante all'interno della biosfera, ma in seguito vennero evidenziate differenze notevoli, legate a svariate cause.

#### Effetto marino
L'anidride carbonica presente nell'atmosfera si trasferisce negli oceani dissolvendosi nell'acqua di superficie come ioni carbonato e bicarbonato; contemporaneamente, gli ioni carbonato ritornano nell'aria sotto forma di CO2.
Questo processo di scambio porta 14C dall'atmosfera alle acque superficiali, ma il carbonio così introdotto impiega molto tempo a percolare nell'intero volume dell'oceano: gli strati più profondi delle acque oceaniche si mescolano molto lentamente con quelli più superficiali, spinte dai movimenti ascendenti e discendenti delle masse d'acqua, che si verificano principalmente nelle zone prossime all'equatore, ma che sono influenzati anche da altri fattori quali la topografia del fondo oceanico e delle linee costiere, dal clima e dalla direzione dei venti.
In media il mescolamento tra le acque di superficie e quelle profonde impiega un tempo molto maggiore del rimescolamento della CO2 atmosferica con le acque della superficie. Il risultato netto è che l'acqua delle profondità oceaniche risulta avere un'età apparente di varie migliaia di anni; il rimescolamento delle acque profonde con quelle superficiali, al netto delle correzioni dovute al frazionamento, dà all'acqua di superficie un'età apparente di centinaia di anni e inoltre, dato che il rimescolamento è differente nei diversi luoghi, si ottiene un ringiovanimento medio di 440 anni con deviazioni locali che raggiungono anche le centinaia d'anni persino tra zone geograficamente vicine.
L'effetto si ripercuote sugli organismi marini, come le conchiglie, e sui mammiferi marini quali balene e foche, che hanno livelli di radiocarbonio corrispondenti ad età di centinaia di anni.
Questi effetti del pool di riserva marino variano sia nel tempo sia geograficamente: ad esempio vi sono prove che durante il Dryas recente, un periodo di condizioni climatiche fredde di circa 12000 anni fa, la differenza apparente d'età dell'acqua marina in superficie crebbe fino a 900 anni, per stabilizzarsi sui 400-600 anni una volta che il clima divenne nuovamente caldo.

#### Effetto dell'acqua dura
Quando il carbonio dell'acqua è ottenuto da carbonio antico, il risultato è una riduzione del rapporto 14C/12C.
Ad esempio le acque dei fiumi che passano su rocce calcaree, che sono composte principalmente da carbonato di calcio, acquisiscono ioni carbonato e l'acqua di falda possono contenere carbonio sciolto dalle rocce attraverso cui è passata. Dato che il carbonio delle rocce è pressoché privo di 14C, il risultato è che l'età apparente dell'acqua risulta migliaia di anni più vecchia e allo stesso modo viene influenzata l'età apparente di piante e animali che vi vivono.
Quest'effetto, essendo associato alle acque ricche di calcare, viene denominato "effetto dell'acqua dura".
Tuttavia l'effetto non è confinato agli organismi che vivono nell'acqua dei fiumi, ma si estende a quelli che vivono in ambienti prossimi alle rive cibandosi di organismi cresciuti nell'acqua e agli organismi marini che vivono nei pressi delle foci dove l'acqua marina si mescola a quella dolce. L'effetto sembra non influenzare le piante che vivono su suoli ricchi di calcare, che a quanto sembra assorbono il carbonio mediante la fotosintesi e non lo assimilano dal terreno.
Non è possibile dedurre l'impatto dalla durezza dell'acqua: il carbonio antico non viene necessariamente incorporato immediatamente dalle piante e dagli animali e il ritardo con cui ciò avviene ha un impatto ridotto sull'età apparente dei campioni.
Il metodo utilizzato per determinare la dimensione dell'errore introdotto da questo effetto consiste nel misurare l'età apparente di campioni moderni e dedurre di conseguenza una stima di quello del campione da analizzare.

#### Vulcanismo
Le eruzioni vulcaniche emettono nell'aria grandi quantità di carbonio di origine geologica e quindi privo di 14C rilevabile, cosicché nelle vicinanze dei vulcani il rapporto 14C/12C è inferiore al valore atteso. Le emissioni riguardano principalmente i vulcani attivi, ma possono essere prodotte anche da quelli dormienti. Le piante che utilizzano l'anidride carbonica derivante dall'attività vulcanica hanno quindi un'età apparente maggiore di quella reale.
Tuttavia analizzando le piante dell'isola greca di Santorini distrutta migliaia di anni fa da un'eruzione, si è notato che non sembrano aver risentito, se non minimamente, di questo effetto.

#### Effetto emisfero
Gli emisferi nord e sud hanno sistemi di circolazione atmosferica sufficientemente indipendenti tra loro, sufficienti a far sì che vi siano elevati ritardi nella miscelazione dell'atmosfera.
Il rapporto tra gli isotopi di carbonio è differente tra i due emisferi: in quello meridionale il rapporto 14C/12C è minore e provoca un'aggiunta di 30 anni all'età apparente.
La causa di queste differenze è con tutta probabilità da identificarsi nella maggiore estensione della superficie coperta da oceani nell'emisfero meridionale conconseguenza aumento della quantità di carbonio scambiata tra superficie dell'oceano e atmosfera: dato che l'effetto marino provoca il rilascio di carbonio più antico nell'atmosfera, il 14C viene maggiormente diluito nell'emisfero meridionale più rapidamente rispetto a quello dell'emisfero settentrionale.

#### Effetto isola
Si è ipotizzato che debba esistere un "effetto isola" analogo al meccanismo che spiega l'"effetto emisfero": dato che le isole sono circondate d'acqua, lo scambio di carbonio con l'atmosfera dovrebbe ridurre il rapporto 14C/12C degli organismi insulari.
Tuttavia nel medesimo emisfero le perturbazioni sembrano essere in grado di rimescolare l'atmosfera con una velocità sufficiente a rendere trascurabile la differenza.
Le curve di calibrazione ottenute nei laboratori di Seattle e Belfast, ottenute rispettivamente da alberi cresciuti in Nord America e in Irlanda, mostrano una sostanziale coerenza facendo propendere per l'ininfluenza dell'"effetto isola".

### Contaminazione
Qualunque aggiunta di carbonio di età differente da quella del campione da analizzare provoca una misurazione inaccurata.
La contaminazione con carbonio recente fa sembrare il campione più giovane della realtà. Questo effetto risulta maggiore per i campioni più antichi: un campione vecchio di 17 000 anni contaminato dell'1% con carbonio moderno appare 600 anni più giovane, mentre su un campione vecchio di 34 000 anni contaminato con la stessa quantità di carbonio moderno l'errore sale a 4 000 anni.
La contaminazione con carbonio antico, in cui pressoché tutto il 14C è decaduto, provoca un errore di datazione nel senso opposto, che però non dipende dall'età del campione: una contaminazione dell'1% sposta indietro l'età di 80 anni, indipendentemente dall'età effettiva del campione.